# Didier Audinot
Pour les articles homonymes, voir Audinot.
Didier Audinot, né le 23 décembre 1956 et mort le 6 juin 2011 à Saulx-les-Chartreux (Essonne), est un essayiste français. Ses domaines d'écriture de prédilection étaient l'Histoire de façon générale, ainsi que le surnaturel, le paranormal et les trésors. Homme de radio, il fut aussi  pendant trois ans chroniqueur sur les ondes de Europe 1 (2000- 2003). Il fut en outre directeur de publication des revues Trésors et Détections ainsi que Trésors de l’Histoire.
On peut le situer dans la lignée d'auteurs tels que Guy Breton, Robert Charroux ou encore Claude Seignolle, qui rédigea les préfaces de plusieurs de ses ouvrages. 

## Œuvres
L'Histoire mystérieuse
- Dictionnaire des cités disparues : En France, des origines à la Révolution, éditeur Didier Audinot, puis éd. Terre 1997
- Les lieux de l'au-delà : Guide des fantômes, Dames blanches et auto-stoppeuses évanescentes en France, Belgique et Suisse, JMG éditions 1999, puis éd. Le Temps Présent 2007, en réédition augmentée
- Les mystères du Trianon. Voyages vers l'au-delà, JMG éditions, 2003
- Histoires étranges et mystérieuses en Poitou et Pays de Loire, éditions de l'Etrave, 2003
- Énigmes inexpliquées de l'histoire de France, éditions Grancher, 2005
- Histoires extraordinaires de l'histoire de France, éditions Grancher, 2005
- Histoires effrayantes de l'histoire de France, éditions Grancher, 2006
- Histoires amoureuses de l'histoire de France, éditions Grancher, 2006
- Histoires incroyables de l'histoire de France, éditions Grancher, 2007
- Histoires secrètes de l'histoire de France, éditions Grancher, 2008
- Grandes énigmes de l'histoire de France, éditions Grancher, 2009
- Récits étranges de l'histoire, éditions Grancher, 2010

En collaboration
- À la découverte de la France mystérieuse, sélection du Reader's Digest, 2001

Les trésors
- Histoires Mystérieuses des trésors enfouis, éd. Jacques Grancher, 1979
- Guide des trésors enfouis de France, éditions Prospections, 1987
- Le Trésor des rois de France, éd. Prospections, 1987
- Optimisez votre détecteur, éd. Prospections, 1987
- Chasse aux trésors - méthodes et techniques tome I, éditions Terre 1990
- Trésors de France: perdus, cachés, immergés, enfouis, numéro 1, éd. Terre, 1993
- Trésors de France: perdus, cachés, immergés, enfouis, numéro 2, éd. Terre, 1993
- Trésors de France: perdus, cachés, immergés, enfouis, numéro 3, éd. Terre, 1993
- Trésors de France: perdus, cachés, immergés, enfouis, numéro 4, éd. Terre, 1993
- Manuel de chasse aux trésors et de détection, éd. Terre, 1996
- Dictionnaire des trésors, tome I, éd. Terre, 1997
- Dictionnaire des trésors, tome II, éd. Terre, 1998
- Dictionnaire des trésors, tome III, éd. Terre, 1999
- Astuces et secrets d'un chasseur de trésors, éd. Terre, 2000
- Des milliards sous nos pieds, la chasse au trésor en France, éditions Ramuel et du Mercure Dauphinois, 2000
- Trésors enfouis des guerres de Vendée et de la chouannerie, éditions de l'Étrave, 2003
- Histoires mystérieuses des trésors enfouis : Suivies d'une liste commentée de 260 trésors à découvrir, éd. Jacques Grancher, 2005 (rééd. complétée)
- Chasses aux trésors en Normandie, éd. Charles Corlet, 2006

En collaboration
- Avec Henri Tell, Tous les trésors de France à découvrir par le chemin des écoliers, éd. Seghers, 1978
- Avec le groupe de recherches Hermes, Chasse aux trésors, méthodes et techniques, tome II, éd. Terre, 1991
- Avec Max Valentin, le concepteur de la chasse au trésor dite "La Chouette d'Or", il fut l'un des coauteurs du Guide du chercheur de trésors, éd. Marabout, 1998